# 尹礼
尹 礼（いん れい、生没年不詳）は、中国後漢末期の武将。出身地は不明だが、臧覇・孫観らと初期から行動を共にしているため、兗州泰山郡の人である可能性が高い。『三国志』魏書臧覇伝の注に引く『魏略』によれば、「盧児」という別名も有していたという。

## 正史の事跡
元々は泰山付近で独立した小勢力を有していた。臧覇が開陽で独立勢力を立ち上げると、尹礼は孫観・呉敦と共にその配下となっている。
曹操と呂布が対立した際には、臧覇に従い呂布の味方をする。しかし、建安3年（198年）に曹操が呂布を滅ぼすと、臧覇らと共に曹操に降伏した。臧覇が琅邪国相に任命されると、尹礼も東莞太守に任命されるという厚遇を受けた。その後、尹礼の名は史書に現れない。
なお黄初3年（222年）に、呉に侵攻した魏軍が徐盛に撃ち破られたが、このとき戦死した魏将に「尹盧」という人物がいる。これは、かつて「盧児」と渾名されていた尹礼を指している可能性もある。

## 物語中の尹礼
小説『三国志演義』では、当初は臧覇の部下ではなく、孫観・呉敦・昌豨と共に、なぜか泰山の山賊として扱われている。曹操と呂布の決戦の際に、臧覇の勧誘により呂布と同盟を結び、蕭関を守備するが、曹操軍に撃破されてしまう。呂布滅亡後、臧覇の説得を受けて曹操に降伏し、その後は作中から姿を消す。